# Rysslands ambassad i Berlin
Rysslands ambassad i Berlin är Rysslands diplomatiska representation i Tyskland och återfinns på Unter den Linden. Den markanta byggnaden byggdes efter andra världskriget men redan 1837 fanns en rysk beskickning på samma plats. Komplexet sträcker sig även till att omfatta byggnader på Behrenstrasse och Glinkastrasse. 
1837 upprättade det ryska riket sin första ständiga diplomatiska representation i Preussen här genom att köpa ett rokokopalats från 1734. Efter köpet lät man bygga om palatset så att det omfattade tre våningar och utvidgades med diplomatvåningar, kansli, festsalar och en våning för tsaren. Det var sedan rysk och senare sovjetisk beskickning fram till 1941 då de sovjetiska diplomaterna utvisades. Byggnaden förseglades men 1942 flyttade riksministeriet för de ockuperade östområdena in i byggnaden. 1944 förstördes byggnaden av de allierades bombningar. 
Den nuvarande byggnaden följde sedan Sovjetunionen och Östtyskland upptagit diplomatiska relationer. Byggnaden ritades av Anatolij Strisjevski och Frīdrihs Skujiņš. 1949–1951. Den går i en stil som benämns socialistisk klassicism som var rådande under Josef Stalins styre. Denna stil kom senare att gå igen när Karl-Marx-Allee byggdes. Den officiella invigningen ägde rum 7 november 1952. Under 1960- och 1970-talet byggdes nya byggnader i anslutning till ambassaden, däribland Sovjetunionens handelsrepresentation, en rysk skola och Aeroflots kontor. I slutet av 1990-talet renoverades byggnaden och är sedan 2000 plats för Rysslands diplomatiska representation i Tyskland.
Ambassaden har varit plats för flera konferenser och förhandlingar genom åren. Bland annat ägde en konferens rum här 1954 mellan segrarmakterna i andra världskrigets utrikesminister. 1970 och 1971 genomfördes förhandlingar kring Fyrmaktsavtalet om Berlin här.

## Bildgalleri

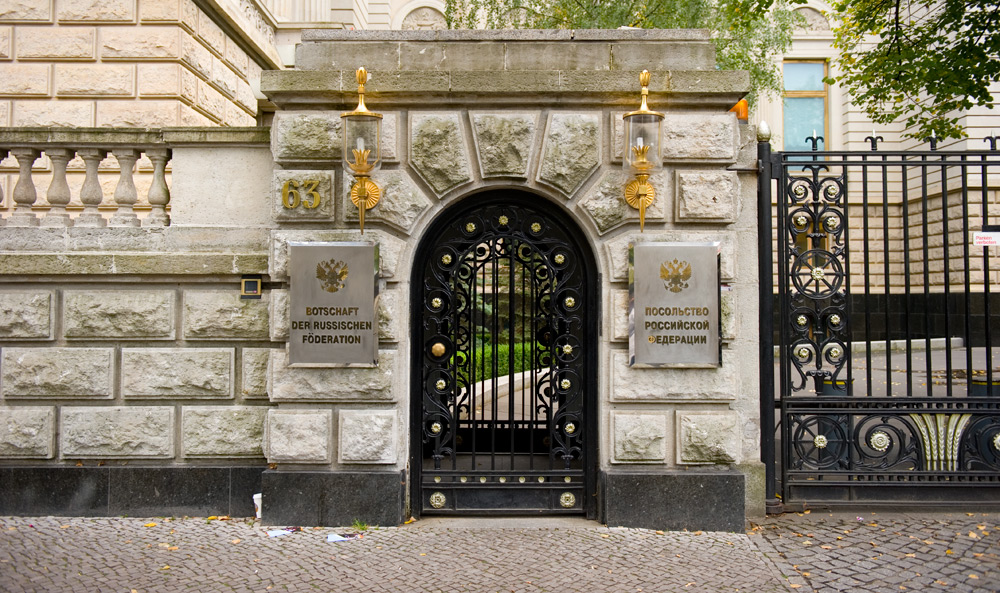
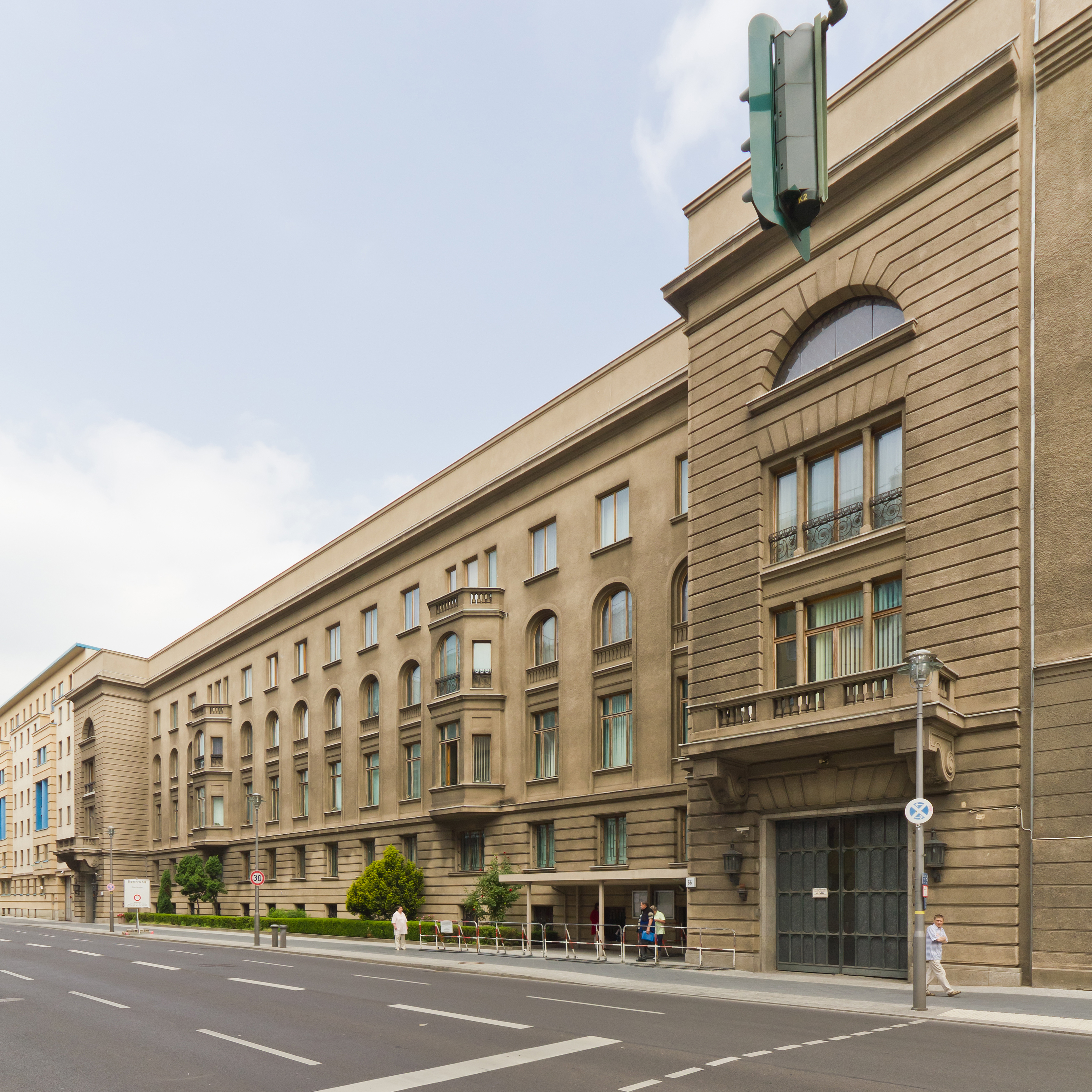